# Pilaria decolor
Pilaria decolor là một loài ruồi trong họ Limoniidae. Chúng phân bố ở miền Cổ bắc.